# Князев, Иван Николаевич
Иван Николаевич Кня́зев (12 июля 1924 года — 13 ноября 1999 года) — советский военнослужащий, участник Великой Отечественной войны, Герой Советского Союза, бронебойщик 310-го стрелкового полка 8-й стрелковой дивизии 13-й армии Воронежского фронта, рядовой.

## Биография
Князев Иван Николаевич родился 12 июля 1924 года в Уфе в семье рабочего.
Окончил начальную школу. Работал в Уфе арматурщиком-бетонщиком.
В Красную Армию был призван в 1942 году Кушнаренковским райвоенкоматом Башкирской АССР.
В боях Великой Отечественной войны с 1943 года. Бронебойщик 310-го стрелкового полка (8-я стрелковая дивизия, 13-я армия, Воронежский фронт) рядовой Князев И. Н. отличился в боях с 11 сентября по 15 октября 1943 года при форсировании рек Десна, Днепр и Припять.
После войны, в августе 1946 года младший лейтенант Князев И. Н. уволен из рядов Вооружённых Сил по инвалидности. Жил в городе Светлоград Ставропольского края.
Умер 13 ноября 1999 года.

## Подвиг
«В боях за плацдарм на реке Десна у села Оболонье Коропского района Черниговской области Украины он подбил вражеский танк, а на Днепре у села Чикаловичи Брагинского района Гомельской области Белоруссии — два бронетранспортёра противника».
Указом Президиума Верховного Совета СССР от 16 октября 1943 года за образцовое выполнение заданий командования и проявленные мужество и героизм в боях с немецко-фашистскими захватчиками красноармейцу Князеву Ивану Николаевичу присвоено звание Героя Советского Союза с вручением ордена Ленина и медали «Золотая Звезда» (№ 7613).

## Награды
Награждён орденами Ленина, Отечественной войны I степени, медалями.

## Галерея

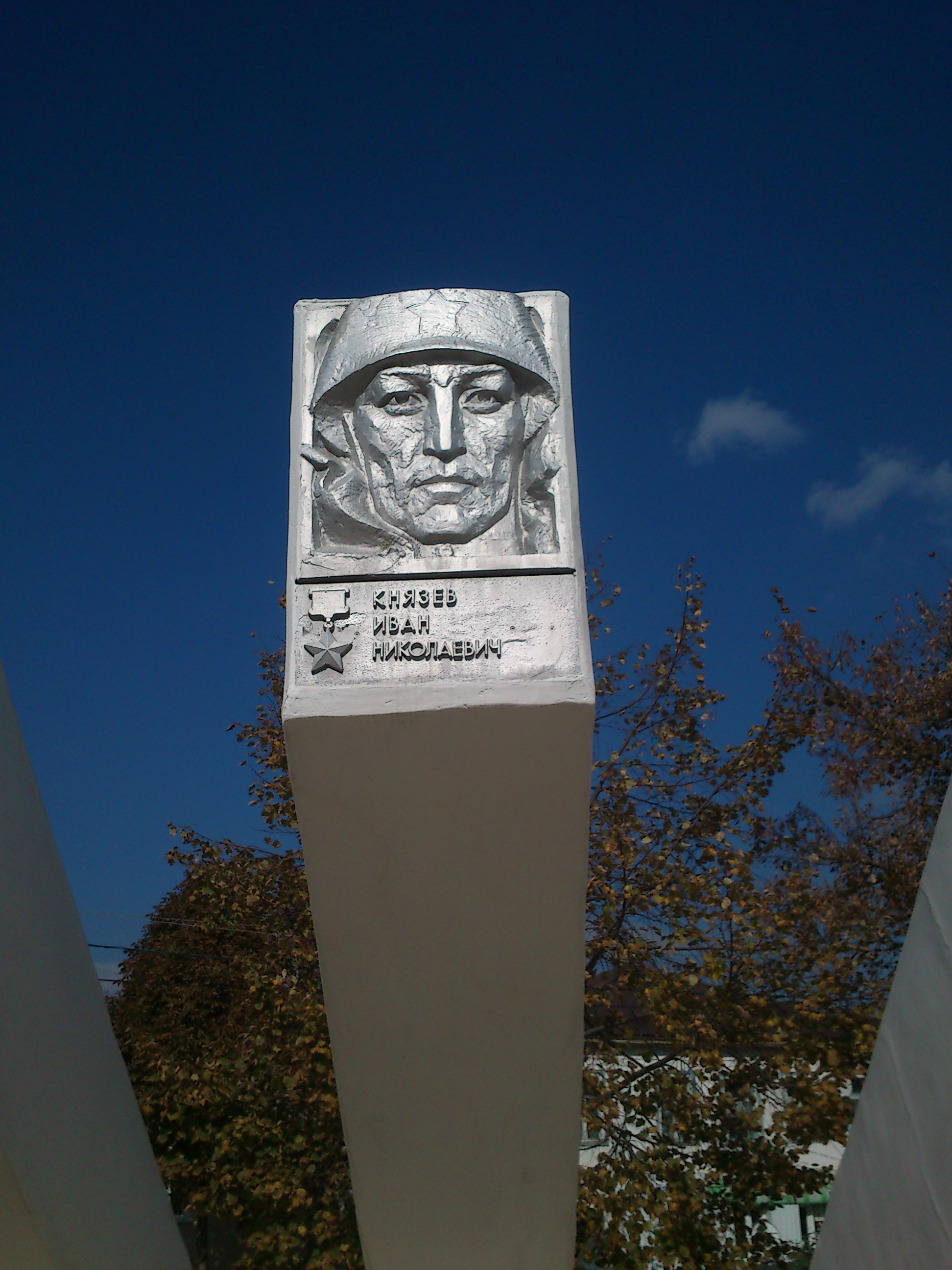
Барельеф на Аллее Славы в Светлограде